# Прохазка, Арношт
Арношт Леопольд Антонин Прохазка (чеш. Arnošt Procházka; 15 ноября 1869, Прага — 16 января 1925, там же) — чешский поэт, эссеист, редактор, литературный критик, переводчик модернистской европейской литературы.
Один из ведущих представителей чешского литературного декаданса.
В 1894 году вместе с Йиржи Карасеком основал декадентский журнал «Modern Review», в котором печатались, в первую очередь, литературные произведения и критические статьи по искусству чешских и французских декадентов. С журналом тесно сотрудничал ряд известных авторов, в том числе, Карел Главачек, Станислав Пшибышевский и другие.
Был создателем и главным редактором библиотеки «Книги хороших писателей».
Ему принадлежит ряд статей по вопросам западной литературы, рассказы и стихотворения во стиле импрессионизма и символизма; часть из них собрана в томе «Prostibolo duše» (1894).
Занимался переводами с немецкого, романских, русского и польского.

## Избранная библиография
- Prostibolo duše (1895) — декадентская лирика
- Básnické jaro 1902,
- Odilon Redon (1904),
- Cesta krásy : essaie (1906)
- Meditace : Essaie (1912)
- České kritiky (1912)
- Polemiky (1913)
- Rozhovory s knihami, obrazy i lidmi(1916)
- Tanec smrti : povídky(1917)
- Diář literární a umělecký : Články a kritiky o literatuře, výtvarnictví a divadle(1919)
- Erotická sexualita v literatuře a umění : Diář kritikův(1919)
- Dnové života(1922)
- Soumrak(1924)
- Torsa veršů ; Torsa prosy(1925)
- Relikviář(1928) стихи в прозе

и другие.

## Источник
Прохазка, Арношт // Энциклопедический словарь Брокгауза и Ефрона : в 86 т. (82 т. и 4 доп.). — СПб., 1890—1907.